# The Man Under the Bed (film 1912 Vitagraph)
The Man Under the Bed è un cortometraggio muto del 1912. Il nome del regista non viene riportato nei credit del film che ha come interprete Zena Keefe insieme a due degli attori bambini più noti all'epoca del muto, Adele DeGarde e Kenneth Casey.

## Trama
Billy si diverte a spaventare le sorelle con i suoi scherzi. Un giorno, prende un paio di pantaloni, li infila su degli stivali e mette il tutto sotto il letto delle ragazze che, vedendo spuntare da lì sotto un paio di piedi, penseranno che qualcuno si stia nascondendo nella loro camera. Le due sorelle, ovviamente, si spaventano a morte, provocando l'ilarità del fratello. Dopo qualche giorno, però, un vero ladro si introduce in casa durante un'assenza dei genitori. Martha, la sorella più grande, lo vede nascosto sotto il letto ma, se pur spaventata, si controlla e, con la scusa del mal di denti, esce dalla stanza per andare ad avvisare Billy che manda dai vicini per dare l'allarme. Poi, come nulla fosse, ritorna in camera, dove sua sorella Jane sta tranquillamente leggendo un libro. Quando la casa viene circondata, il ladro si accorge di essere in trappola e cerca di scappare, ma viene catturato. Ritornati a casa, i genitori apprendono con grande sorpresa di tutto quel trambusto successo durante la loro assenza.

## Produzione
Il film fu prodotto dalla Vitagraph Company of America.

## Distribuzione
Distribuito dalla General Film Company, il film - un cortometraggio in una bobina - uscì nelle sale cinematografiche statunitensi il 18 maggio 1912.